# نيفيل هاربر
نيفيل هاربر (بالإنجليزية: Neville Harper)‏ هو سياسي أسترالي، ولد في 10 سبتمبر 1926 في بريزبان في أستراليا. حزبياً، نشط في الحزب الوطني الأسترالي في كوينزلاند ‏. وقد انتخب Attorney-General of Queensland ‏ وانتخب عضو المجلس التشريعي ولاية كوينزلاند.